# Friedrich Wilhelm Aghte
Friedrich Wilhelm Aghte (né en 1796 à Sangerhausen et mort le 19 août 1830 à Pirna) est un cantor et compositeur saxon de la période classique.

## Biographie
Aghte est cantor du Dresdner Kreuzchor à Dresde de 1822 à 1828.

## Œuvres
Il a composé un mottet, un Kyrire, des lieder et des pièces pour clavier ainsi qu'un concerto pour cor.
- Cantate zur Einweihung der neu erbauten Stadtkirche zu Bischofswerda, 1818
- Sechs deutsche Lieder op. 11 avec accompagnement piano
- Sechs deutsche Lieder op. 13 avec accompagnement piano
- Sonata à 2 Cembali
- Kyrie pour chœur et orchestre
- Sonate pour le Pianoforte, Violon obl.
- Sonate pour le Pianoforte
- Concerto pour cor et orchestre

## Source de traduction
- (de) Cet article est partiellement ou en totalité issu de l’article de Wikipédia en allemand intitulé « Friedrich Wilhelm Aghte » (voir la liste des auteurs).